# České Velenice (nádraží)
České Velenice (dříve německy Gmünd) jsou železniční stanice v západní části města České Velenice v Jihočeském kraji v okrese Jindřichův Hradec nedaleko řeky Lužnice. Leží na elektrizované trati České Budějovice – Gmünd (25 kV, 50 Hz AC/15 kV 16,7 Hz) a neelektrizované jednokolejné trati České Velenice – Veselí nad Lužnicí. Jedná se o hraniční železniční stanici s Rakouskem. V době vzniku stanice náleželo území pozdějšího českého města pod správu rakouského města Gmünd

## Historie

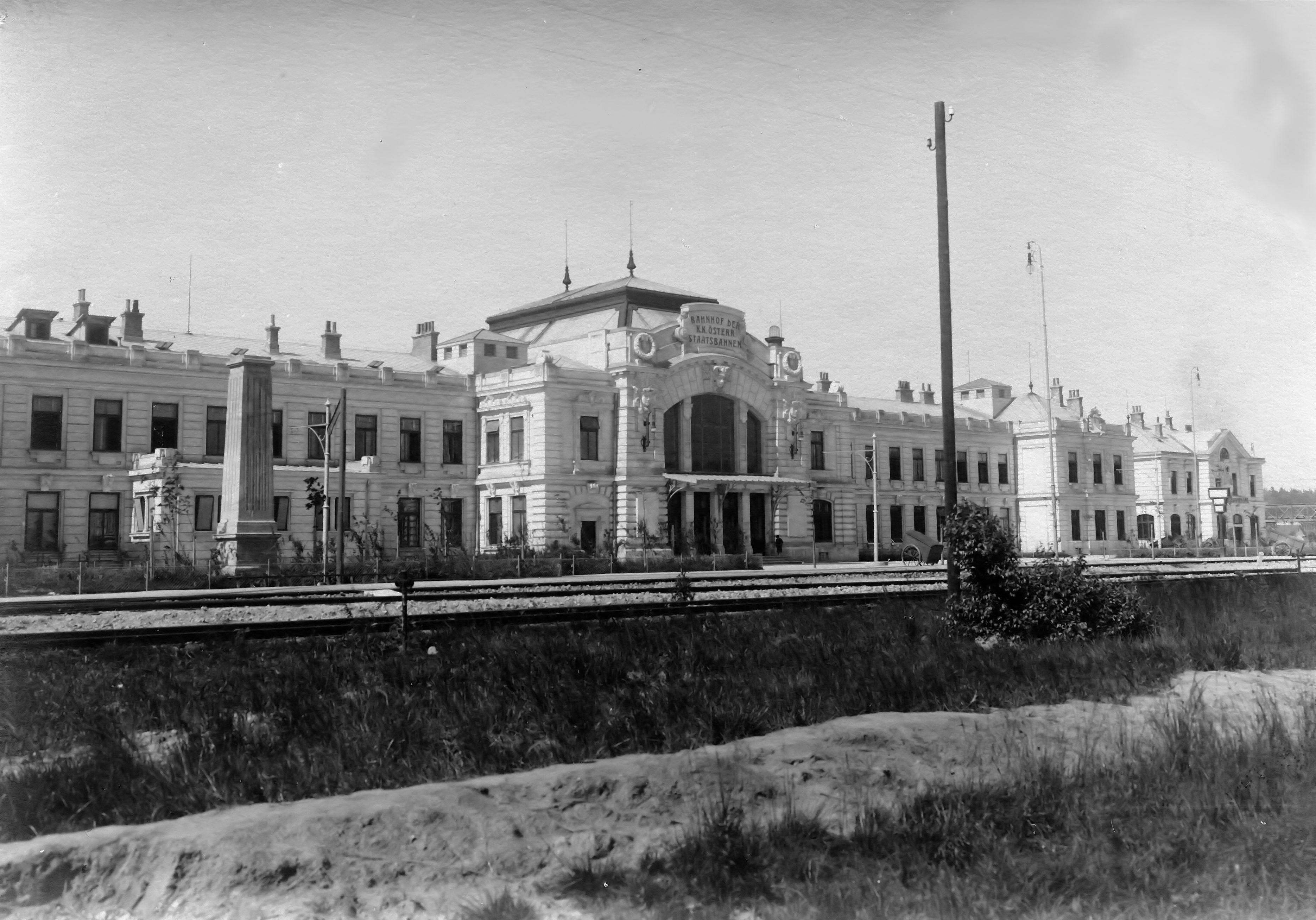
Nádraží Gmünd KFJB s původní štukovou výzdobou

Majestátní železniční stanici vybudovala ve městě Gmünd soukromá společnost Dráha císaře Františka Josefa (KFJB) na trase spojující Vídeň, České Budějovice, České Budějovice a Cheb a zprovoznila ji s touto dráhou 1. listopadu 1869. Dva roky nato dokončila KFJB dráhu z Vídně do Prahy s dočasnou konečnou stanici v Čerčanech, první vlak projel stanicí při zprovoznění úseku z Českých Velenic 3. září 1871. K otevření zbývající trasy do Prahy došlo 14. prosince téhož roku po dokončení železničního mostu přes Sázavu. Ten byl zpočátku provizorně postaven ze dřeva. Po zestátnění KFJB v roce 1884 pak obsluhovala stanici jedna společnost, Císařsko-královské státní dráhy (kkStB), po roce 1918 pak správu přebraly Československé státní dráhy. Po vzniku samostatného Československa bylo rozhodnuto o hraniční linii podle řeky Lužnice, na základě které připadl areál nádraží ČSR. Dle Mnichovské dohody, připadly České Velenice pod území nacistického Německa dne 20. listopadu 1938 a území tak bylo přejmenováno na Gmünd III. Bahnhof.
S blížícím se koncem 2. světové války, který provázel ústup německých vojsk, Spojenci své vítězné tažení podpořili masivním bombardováním. Jeden z nejhorších náletů se odehrál právě v Českých Velenicích: 23. března 1945. Útok na železniční uzel, kde se křižovaly tratě do Vídně, Lince, Prahy a Plzně a který umožňoval transporty raněných německých vojáků a civilistů z jihu Evropy do Velkoněmecké říše a také převoz chybějící munice a německých rekrutů na hroutící se bojiště, si vyžádal stovky obětí, včetně civilistů.
První letadla s bombami, která odstartovala z jihoitalských základen, se nad městem objevily před polednem. Útok provedla skupina 146 letounů B-24 Liberator z 55. bombardovacího křídla 15. USAAF, která zaútočila z výšky 8000 až 10 000 metrů ze směru od Rakouska přes velenický hřbitov. Během necelých dvaceti minut Američané shodili asi 4800 pum o celkové hmotnosti 275 tun. Zasáhly nejen železniční uzel se seřazovacím nádražím a tamní opravárenské dílny, ale i 120 civilních domků. Kolik přesně zahynulo lidí, nelze s jistotou určit. Odhady se různí. Mezi domácími obyvateli se totiž pohybovala řada dělníků, zajatců, uprchlíků, lidí z vlakových transportů i vojáků. Podle archivních dokumentů zahynulo 150 místních obyvatel, avšak předpokládá se, že šlo i o dalších více než 1100, možná až 1300 lidí.
Po vybombardování byla vybudována nová nádražní budova a bývalé moderní elektropneumatické zabezpečovací zařízení bylo totálně zdemolováno.[zdroj?]

## Popis
Dne 26. května 2009 bylo oznámeno že stanice projde řádnou obnovou částečně financovanou Evropskou unií. Bývalý generální ředitel Správy železnic (kdysi Správa železniční dopravní cesty) Jan Komárek řekl že "Výsledkem dokončené stavby bude uvedení železniční stanice České Velenice do technického stavu odpovídajícího evropským parametrům a standardům".
Po roce 2010 byla dokončena rekonstrukce a modernizace stanice; dvě zastřešená ostrovní nástupiště prošla rekonstrukcí včetně podchodu. Nástupiště byla vybavena elektronickým informačním systémem pro cestující. Rekonstrukce budovy je předmětem další velké zakázky. Stanice je elektrizována soustavou 25 kV/50 Hz. Styk se soustavou rakouských drah je na mostě přes řeku Lužnici, která zde tvoří státní hranici.

## Galerie

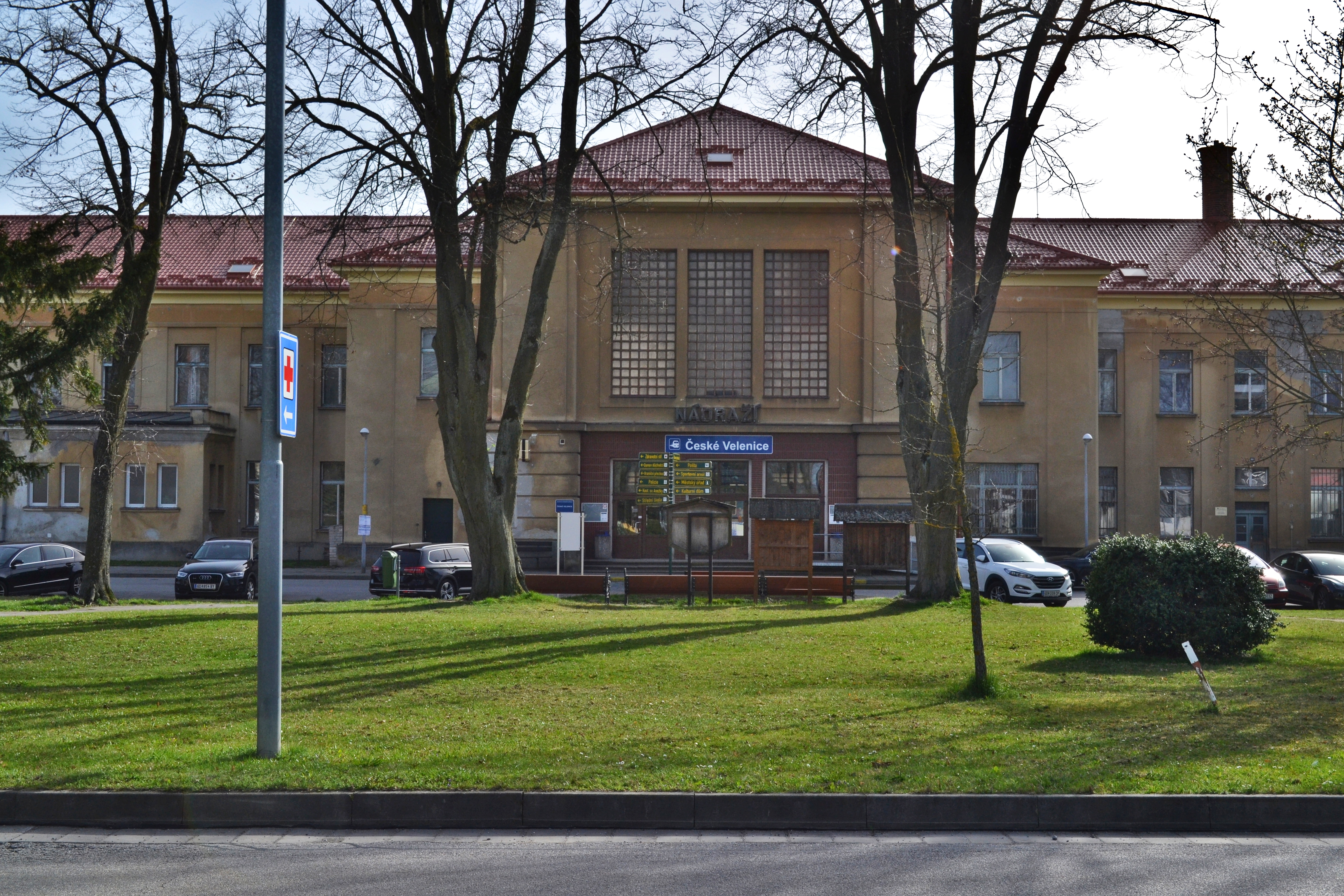
Vstupní průčelí
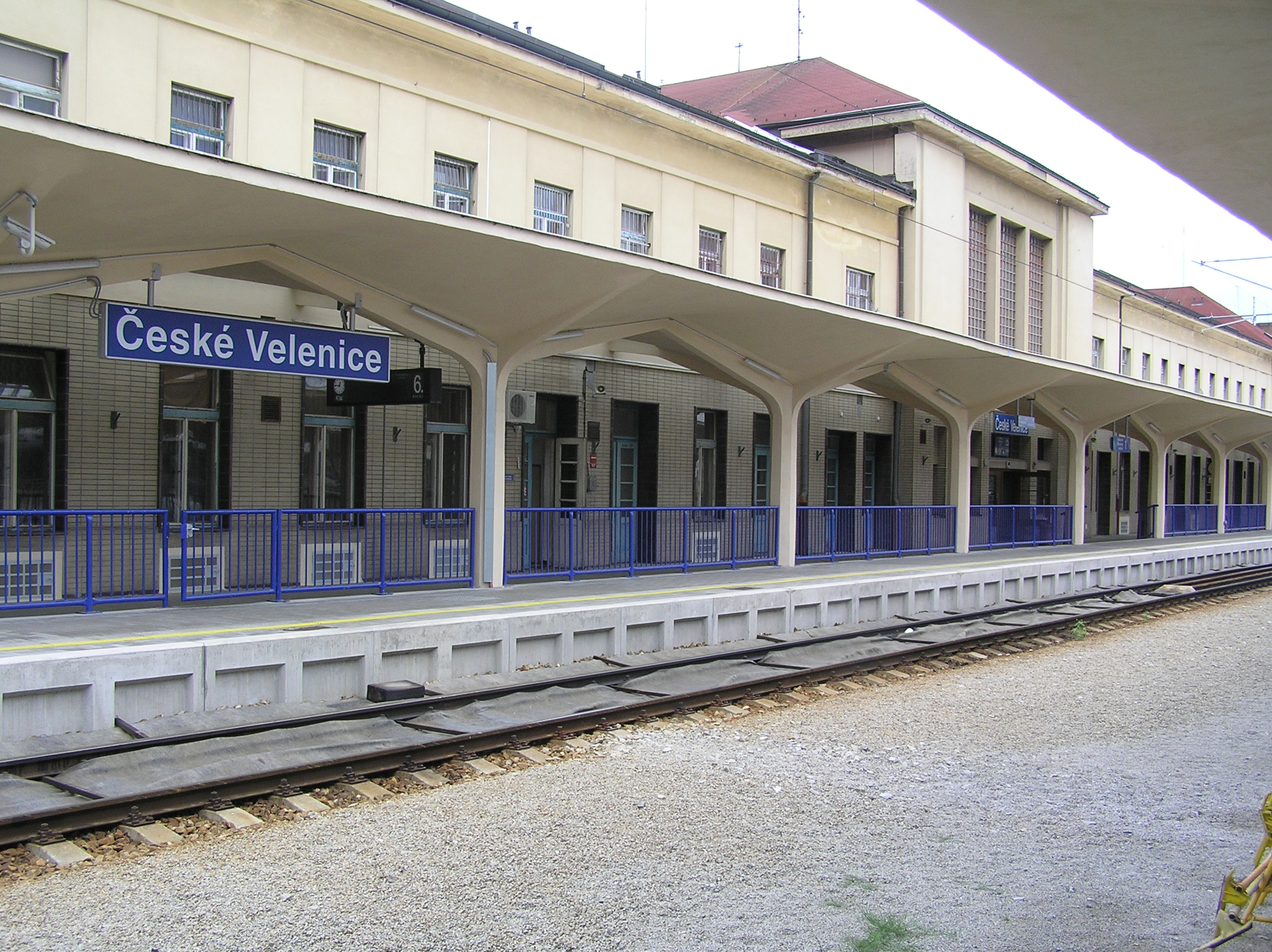
Nástupiště
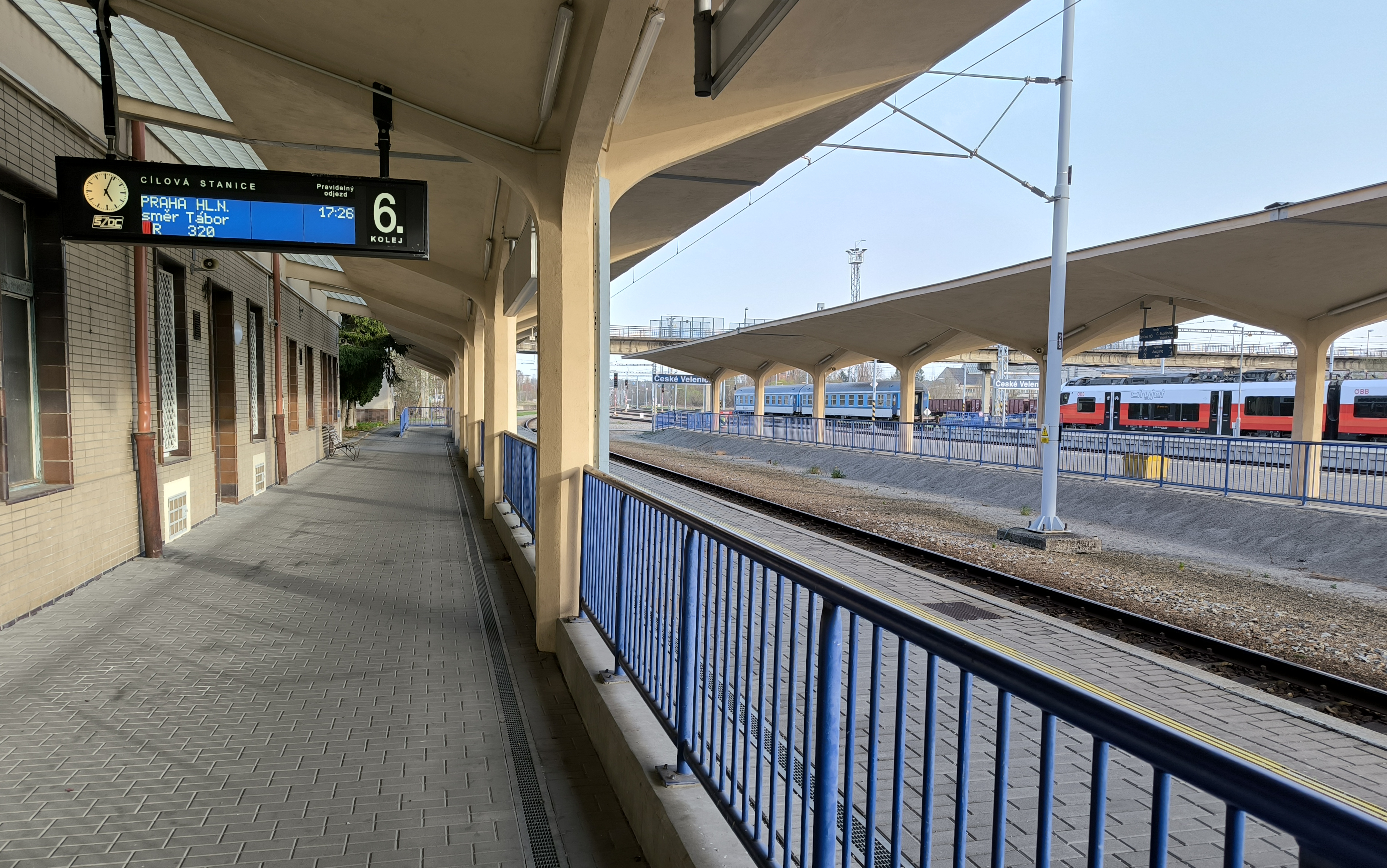
Nástupiště
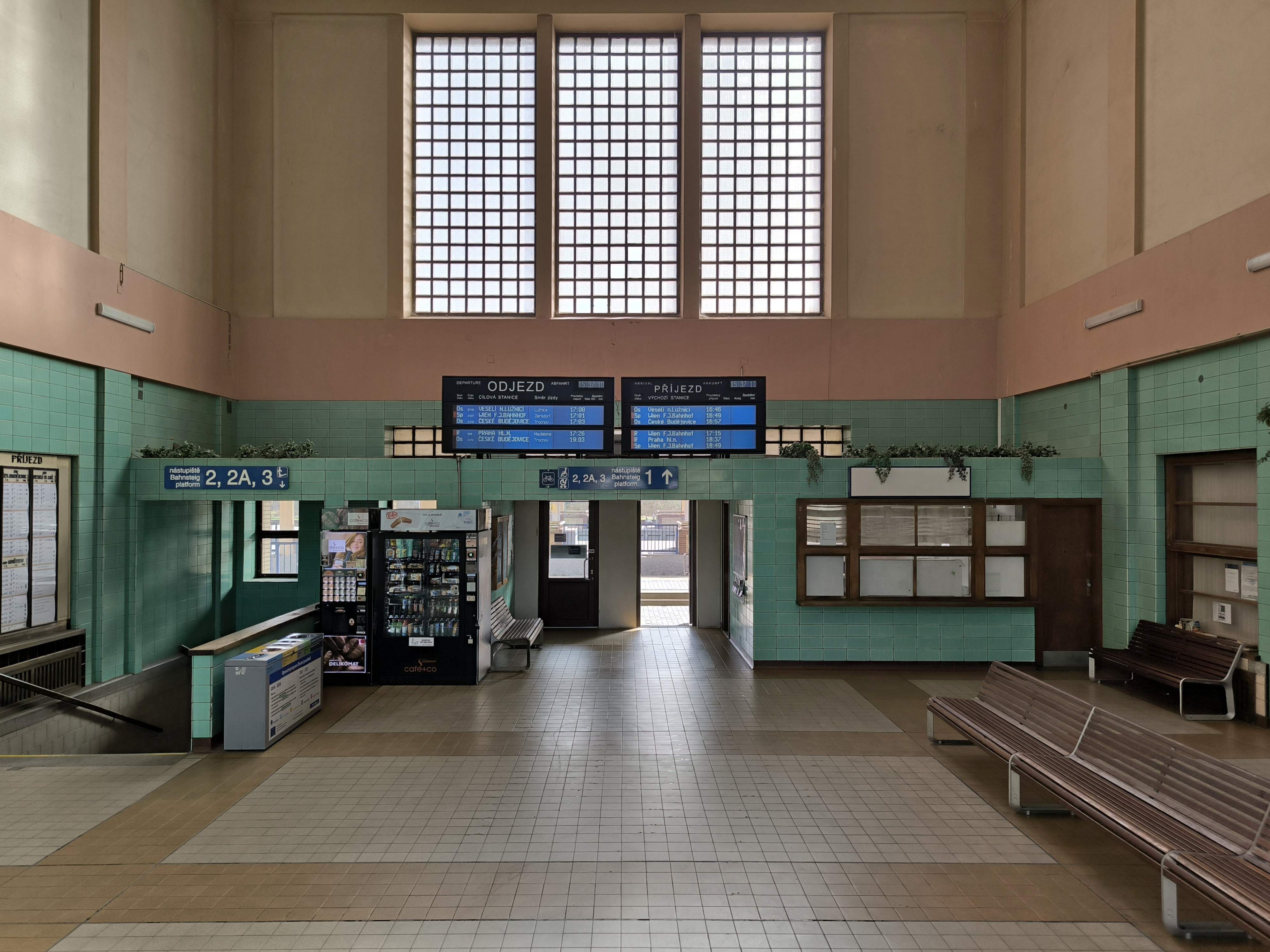
Interiér odbavovací haly
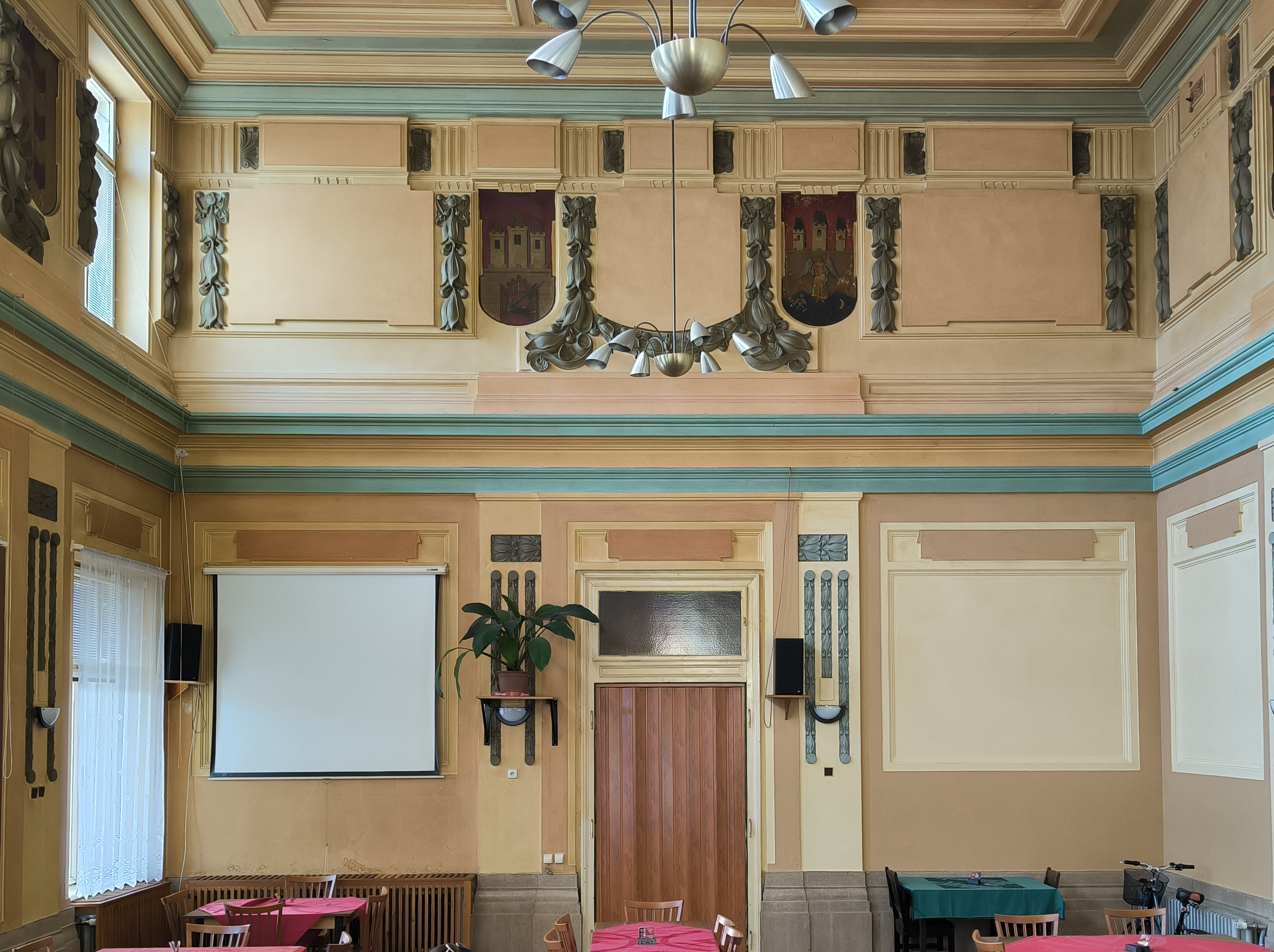
Nádražní restaurace